# Can Pasqual (Tordera)
Can Pasqual és una obra del municipi de Tordera (Maresme) inclosa en l'Inventari del Patrimoni Arquitectònic de Catalunya.

## Descripció
Té un cos principal i dos cossos laterals irregulars. Consta de planta baixa i dos pisos. Un pati central distribueix els edificis. Posteriorment s'ha afegit un cos perpendicular. Té una petita capella adossada. El portal és dovellat i té dues finestres gòtiques.

## Història
Hi ha un passadís subterrani amb diversos brancals que, segons la veu popular, comunica amb el castell de Palafolls. També es diu que les masies es comunicaven subterràniament.
Fou restaurada el 1929.